# Distretto di Będzin
Il distretto di Będzin (in polacco powiat będziński) è un distretto polacco appartenente al voivodato della Slesia.

## Geografia antropica

### Suddivisioni amministrative
Il distretto comprende 8 comuni.
- Comuni urbani: Będzin, Czeladź, Sławków, Wojkowice
- Comuni urbano-rurali: Siewierz
- Comuni rurali: Bobrowniki, Mierzęcice, Psary